# 1967 no jornalismo
Nesta página encontrará referências aos acontecimentos directamente relacionados com o jornalismo ocorridos durante o ano de 1967.

## Eventos
- Criado o Prémio Aberje de jornalismo.

## Nascimentos
| Data           | Nome              | Profissão             | Nacionalidade | Observações | Ref   |
| -------------- | ----------------- | --------------------- | ------------- | ----------- | ----- |
| 12 de outubro  | Domingos Amaral   | jornalista e escritor | Portugal      |             | [ 1 ] |
| 18 de Dezembro | Márcio Vassallo   | escritor e jornalista | Brasil        |             |       |
| ?              | Augusto Madureira | jornalista            | Portugal      |             |       |

## Mortes
| Data            | Nome             | Profissão                                                       | Nacionalidade                              | Observações | Ref   |
| --------------- | ---------------- | --------------------------------------------------------------- | ------------------------------------------ | ----------- | ----- |
| 14 de Fevereiro | Lawrence Beesley | professor e jornalista sobrevivente do naufrágio do RMS Titanic | Reino Unido                                | n. 1877     |       |
| 10 de abril     | Viriato Correia  | jornalista, escritor, dramaturgo, e político                    | Brasil                                     | n. 1884     |       |
| 12 de setembro  | António Montês   | jornalista e escritor                                           | Reino Unido de Portugal, Brasil e Algarves | n. 1896     |       |
| 23 de Setembro  | Augusto Casimiro | poeta, jornalista e comentarista político                       | Reino Unido de Portugal, Brasil e Algarves | n. 1889     | [ 2 ] |